# Архиепархия Реджайны
Архиепархия Реджайна (лат. Archidioecesis Reginatensis) — архиепархия Римско-Католической церкви с центром в городе Реджайна, Канада. Кафедральным собором архиепархии является собор святого Розария в городе Реджайна. В архиепархию Сент-Джонса входят епархии Принс-Альберта, Саскатуна.

## История
4 марта 1910 года Святой Престол учредил епархию Реджайна, выделив её из архиепархии святого Бонифация. 4 декабря 1915 года Римский папа Бенедикт XV издал буллу Inter praecipuas, которой преобразовал епархию Реджайна в архиепархию.
31 января 1930 года архиепархия Реджайна уступила часть своей территории епархии Гравелбурга, которая 14 сентября 1998 года прекратила своё существование, отдав одну часть своей территории материнской архиепархии Реджайна и новой епархии Саскатуна.

## Ординарии архиепархии
- архиепископ Olivier Elzéar Mathieu (21.07.1911 — 26.10.1929);
- архиепископ Джеймс Чарльз Макгиган (31.01.1930 — 22.12.1934);
- архиепископ Peter Joseph Monahan (26.06.1935 — 6.05.1947);
- архиепископ Michael Cornelius O’Neill (4.12.1947 — 26.09.1973);
- архиепископ Charles Aimé Halpin (24.09.1973 — 16.04.1994);
- архиепископ Peter Joseph Mallon (9.06.1995 — 30.03.2005);
- архиепископ Daniel Joseph Bohan (30.03.2005 — 15.01.2016);
- архиепископ Donald Bolen (16.07.2016 — по настоящее время).

## Источник
- Annuario Pontificio, Libreria Editrice Vaticana, Città del Vaticano, 2003, ISBN 88-209-7422-3
- Bolla Inter praecipuas Архивная копия от 5 октября 2018 на Wayback Machine, AAS 8 (1916), стр. 89